# 霊狐
霊狐（れいこ）は日本の信仰に見られる狐の呼称。あるいはそれらを題材とした空想上の存在。白狐（びゃっこ、びゃくこ）、狐神（こしん、きつねがみ） とも。

## 概要
稲荷神・荼枳尼天・飯縄権現および狐そのものを神格化した寺社や祠などに信仰の対象としてまつられる。また、稲荷の眷属として仕えている狐たち全般をさすこともある。人間に対して有益な存在と目されている狐を意味すると説かれており、人間に好んで災禍をもたらす存在はこれに対して野狐（やこ）と区別されている。
飯綱（いずな）や管狐（くだぎつね）などといった修験者や陰陽師・呪術者が使役する存在、また、稲荷下げ・稲荷おろしなどの託宣に用いられる存在も、霊狐と表現されたり表記されることもある。

## 歴史
確認出来る史料などの上からでは。日本において狐に対する信仰上の神格化が濃く見受けられるようになるのは12世紀ころである。13世紀ころには関東地方でも密教関係の寺社などを中心にもたらされていたと考えられる。大きく浸透していったのは室町時代から江戸時代の間で、稲荷神・荼枳尼天・飯縄権現などの信仰がベースとなり、それが民間に入ることで各地で拡大をしていった。
いっぽうで、託宣や利益祈願に用いられる上述のような存在の狐は野狐、悪狐である と目されもした。これらは「稲荷神本体は狐ではない」とする論理に発したもので、とりわけ明治時代の神仏分離以降は修験者などの基盤が失われると共に、記紀神話による根拠が無い点などから迷信あるいは不敬・邪説であるとしてしばしばとりあげられていた。

## 伝統芸能
信仰対象あるいは精霊に近い存在として狐が描かれる場合に「霊狐」という表記が用いられる場合が多い。
- 能『小鍛冶』 - 後シテとして登場する稲荷明神の使いの狐が「霊狐」と称されている。